# Club Deportivo Roces
El Club Deportivo Roces, actualmente denominado TSK Roces por el patrocinio de la empresa TSK, es un club de fútbol del barrio de Roces en la ciudad de Gijón, Asturias, España, que compite en el grupo II de la Tercera Federación.

## Historia
El Club Deportivo Roces, fue fundado en Gijón en 1952, jugando los partidos en el antiguo campo de Covadonga (popularmente conocido La Pampa, debido al nombre del bar que por entonces existía en él) y que aún  se conserva a escasos metros del actual. Más tarde se habilitó un campo de arena anexo al principal.
Históricamente ha sido un club de fútbol base, con solamente equipos en las distintas categorías inferiores. Desde 2004 cuenta un primer equipo senior.
Con la reforma del barrio de Montevil, desaparecieron los campos de arena y parte de ese espacio se convirtió en viviendas sociales y se construyó un campo nuevo de hierba sintética, con su respectiva grada y vestuarios. 
Entre sus jugadores históricos se encuentran algunos que alcanzaron el fútbol profesional como Juanele, José Ángel o José Aurelio.

## Cantera
Además de la primera plantilla, cuenta con doce equipos de cantera, repartidos en ocho equipos de campo (dos de ellos de fútbol-8) y cuatro de pista. El juvenil "A" milita en División de Honor. Además a través del club de la Asociación de Vecinos de Nuestra Señora Covadonga Roces, que ejerce de filial y tiene siete equipos federados, controla a los equipos de fútbol de los colegios del barrio.

## Estadio
El equipo disputa sus partidos como local en el "Campo Municipal Covadonga", gestionado por el club. El terreno de juego es de hierba sintética. Cuenta con una tribuna cubierta con capacidad para 258 espectadores sentados. También dispone de torres de iluminación, lo que le habilita para disputar encuentros oficiales sin luz natural. 

## Uniforme
- Uniforme titular: camiseta blanca con detalles en rojo oscuro y azul; pantalón blanco y medias blancas con ribetes rojos.
- Uniforme alternativo: camiseta grisácea con detalles azules, pantalón blanco y medias blancas con ribetes rojos.

## Trayectoria en competiciones nacionales
- Temporadas en Primera División: 0
- Temporadas en Segunda División: 0
- Temporadas en Primera Federación: 0
- Temporadas en Segunda Federación: 0
- Temporadas en Tercera: 4
- Participaciones en Copa del Rey: 0

## Trayectoria del primer equipo
| Temporada | Nivel | Categoría           | Posición | Copa del Rey |
| --------- | ----- | ------------------- | -------- | ------------ |
| 2004-05   | 7     | 2.ª Regional        | 4.º      |              |
| 2005-06   | 6     | 1.ª Regional        | 3.º      |              |
| 2006-07   | 5     | Regional Preferente | 18.º     |              |
| 2007-08   | 6     | 1.ª Regional        | 13.º     |              |
| 2008-09   | 6     | 1.ª Regional        | 3.º      |              |
| 2009-10   | 6     | 1.ª Regional        | 3.º      |              |
| 2010-11   | 6     | 1.ª Regional        | 1.º      |              |
| 2011-12   | 5     | Regional Preferente | 9.º      |              |
| 2012-13   | 5     | Regional Preferente | 8.º      |              |
| 2013-14   | 5     | Regional Preferente | 1.º      |              |
| 2014-15   | 4     | 3.ª División        | 15.º     |              |
| 2015-16   | 4     | 3.ª División        | 20.º     |              |
| 2016-17   | 5     | Regional Preferente | 1.º      |              |
| 2017-18   | 4     | 3.ª División        | 20.º     |              |
| 2018-19   | 5     | Regional Preferente | 8.º      |              |
| 2019-20   | 5     | Regional Preferente | 4.º      |              |
| 2020-21   | 5     | Regional Preferente | 2.º      |              |
| 2021-22   | 5     | 3.ª División RFEF   | 17.º     |              |
| 2022-23   | 6     | 1.ª RFFPA           | 6.º      |              |
| 2023-24   | 6     | 1.ª Asturfútbol     | 4.º      |              |
| 2024-25   | 5     | 3.ª Federación      |          |              |

## Palmarés

### Torneos autonómicos
- Regional Preferente de Asturias (2): 2013-14 y 2016-17.
- Subcampeón de la Regional Preferente de Asturias (1): 2020-21.
- Primera Regional de Asturias (1): 2010-11.

### Torneos amistosos
- Torneo de La Braña (1): 2012.